# Пашкевич, Ирина Семёновна
Ирина Семёновна Пашкевич (род. 24 декабря 1961)— советская и белорусская спортсменка (международные шашки), серебряный призёр чемпионатов мира 1981 и 2005 годов, бронзовый призёр чемпионата Европы 1993 года, серебряный призёр чемпионата Европы 2010 года в командном зачёте, семнадцатикратная чемпионка Беларуси по международным шашкам. Международный гроссмейстер. Вместе с Виталией Думеш (Нидерланды) и Тамарой Тансыккужиной (Россия) принимала участие в командном чемпионате мира в составе единственной женской команды.
Первый тренер Михаил Кац, в настоящее время Сергей Носевич.
Ирина Пашкевич живёт в Минске, замужем, воспитывает двоих детей. Является президентом Белорусской Федерации шашек с 2000 года.